# Pains
Pains is een gemeente in de Braziliaanse deelstaat Minas Gerais. De gemeente telt 8.476 inwoners (schatting 2009).

## Aangrenzende gemeenten
De gemeente grenst aan Arcos, Córrego Fundo, Doresópolis, Formiga, Iguatama, Pimenta en Piumhi.